# Temnora dorus
Temnora dorus är en fjärilsart som beskrevs av Jean Baptiste Boisduval 1847. Temnora dorus ingår i släktet Temnora och familjen svärmare. Inga underarter finns listade i Catalogue of Life.